# بيتر بارت
بيتر بارت (بالإنجليزية: Peter Bart)‏ هو محرر ومنتج أفلام وكاتب سيناريو أمريكي، ولد في 24 يوليو 1932 في نيويورك في الولايات المتحدة.

## وصلات خارجية
- بيتر بارت على موقع IMDb (الإنجليزية)
- بيتر بارت على موقع ألو سيني (الفرنسية)
- بيتر بارت على موقع أول موفي (الإنجليزية)
- بيتر بارت على موقع قاعدة بيانات الأفلام السويدية (السويدية)
- بيتر بارت على موقع إن إن دي بي (الإنجليزية)
- بيتر بارت على موقع قاعدة بيانات الفيلم (الإنجليزية)
- بيتر بارت على موقع كينوبويسك (الروسية)